# Cydia latifemoris
Cydia latifemoris là một loài bướm đêm thuộc họ Tortricidae. Nó là loài đặc hữu của Maui và có thể Hawaii.
Ấu trùng ăn Sophora chrysophylla. They can destroy nearly one-half of the seed
crop of their host plant.